# Amblyopone
Amblyopone este un gen de 10 specii de furnici, găsite în Australia, Noua Caledonie, Noua Guinee și Noua Zeelandă. Furnicile din acest gen posedă gamergate, ceea ce înseamnă că lucrătorii sunt capabili să se reproducă într-o colonie lipsită de o regină.

## Specii
- Amblyopone aberrans Wheeler, 1927
- Amblyopone australis Erichson, 1842
- Amblyopone clarki Wheeler, 1927
- Amblyopone ferruginea Smith, 1858
- Amblyopone gingivalis Brown, 1960
- Amblyopone hackeri Wheeler, 1927
- Amblyopone leae Wheeler, 1927
- Amblyopone longidens Forel, 1910
- Amblyopone mercovichi Brown, 1960
- Amblyopone michaelseni Forel, 1907